# Urojenia
Urojenia (łac. delusiones) – zaburzenia treści myślenia polegające na fałszywych przekonaniach, błędnych sądach, odpornych na wszelką argumentację i podtrzymywane mimo obecności dowodów wskazujących na ich nieprawdziwość. Obecne w wielu psychozach, w tym w przebiegu schizofrenii. Szczególnie rozbudowany system urojeń charakteryzuje schizofrenię paranoidalną. Treść urojeń często nie odpowiada poziomowi wiedzy chorego.
Urojenia, podobnie jak m.in. omamy, zalicza się do tak zwanych objawów pozytywnych (wytwórczych), gdyż stanowią wyraźne odchylenie od normalnych procesów poznawczych, w przeciwieństwie do objawów negatywnych, które wyrażają brak lub obniżenie normalnych reakcji u chorego.

## Podstawowe kategorie urojeń
- wielkościowe (megalomania) – przekonanie o szczególnej ważności własnej osoby, np. chory uważa, że sam jest/był wielką osobistością, lub też, że jest nikomu nieznanym doradcą, przyjacielem lub kimś specjalnym dla jakiejś ważnej osoby (prezydenta, króla itp). Urojenia  niekoniecznie muszą się tyczyć osoby, która je wypowiada. Mogą one odnosić się do rzekomego dalekiego przodka chorego, który sam był bardzo sławny lub był doradcą jakiejś ważnej osoby.

- urojenie bogactwa lub biedy

- urojenia oddziaływania (wpływu) – przekonanie, że myśli i zachowanie danej osoby są kontrolowane z zewnątrz (np. za pomocą hipnozy, telepatii, zaawansowanych technicznie przedmiotów); (zbliżone do tego typu są urojenia owładnięcia – przekonanie, że chory został owładnięty przez jakąś siłę, która kieruje jego myślami, zachowaniami itp.)

- prześladowcze – (najczęstsze) przekonanie o nieustannym zagrożeniu ze strony mniej lub bardziej sprecyzowanych wrogich choremu sił, przekonanie, że jednostka jest ofiarą prześladowań. Zwykle poprzedzają je urojenia ksobne;

- ksobne (odnoszenia) – przekonanie, że chory jest przedmiotem szczególnego zainteresowania otoczenia, jednostka uważa, że niewinne uwagi i zachowania innych osób odnoszą się do niej, np. ludzie na ulicy rozmawiają właśnie o niej, spiker w radiu czyni aluzje na jej temat, osoby posiadające czerwone elementy ubioru należą do wrogiego choremu stowarzyszenia etc. Często chory, długi czas nie zdradzając się z niczym, bacznie obserwuje znajomych i obcych, wysnuwając daleko idące wnioski z ich uśmiechów, gestów, przypadkowych działań oraz urywków rozmów. Z biegiem czasu dochodzi do przeświadczenia, że jest ośrodkiem zainteresowania wielkiej liczby ludzi, którzy z niewiadomych powodów, jakich jednak czasem on się domyśla, dają mu ukryte znaki, aby mu dokuczyć albo osiągnąć inne cele. Szukając wyjaśnienia rozsnutych koło niego zagadek, chory wikła się coraz bardziej. Do urojeń ksobnych dołączają się urojenia prześladowcze, urojenia wielkościowe i inne. Czasem urojenia ksobne nie mają tego charakteru zwartego logicznie systemu. Takie usystematyzowane urojenia ksobne występują w prawdziwej paranoi (tzw. paranoia sensitiva). Natomiast zdarzają się takie urojenia ksobne oderwane, niekonsekwentne, nie wiążące się w jakąś logiczną całość np. w schizofrenii. Istotą jednych i drugich są zawsze błędne interpretacje spostrzeżeń trafnych, dokonywanych w świecie otaczającym.

- urojenia depresyjne, obecne w zespołach depresyjnych o różnej etiologii, które obejmują urojenia grzeszności i winy, samoponiżania, pokrzywdzenia, zubożenia, samooskarżające, nihilistyczne (chory uważa, że jego ciało znika, że jest martwy itp.);

- urojenia hipochondryczne;

- urojenia zdrady w pewien sposób podobne do urojeń prześladowczych. Najczęściej odnoszą się do rzekomo popełnionej zdrady partnerskiej lub małżeńskiej. Chory może interpretować drobne fakty i zachowania jako jej dowody. Urojenia te występują w przebiegu takich chorób, jak np. psychozy starcze, schizofrenia paranoidalna czy paranoja alkoholowa (Zespół Otella).

- urojenia zniekształcenia ciała (dysmorfofobia) – najczęściej są to przekonania o zniekształceniu własnej twarzy.

## Klasyfikacja urojeń pod względem systematyki
- proste – pojedyncze lub rozwinięte o charakterze syntymimicznym lub katamimicznym, które są jedynie prostą interpretacją lub rozwinięciem innych objawów takich jak omamy bez tendencji do ich systematyzowania bądź dezintegracji;

- paranoiczne – usystematyzowane, tworzące zwarty konstrukt myślowy; charakterystyczne przede wszystkim dla paranoi; przy czym są one teoretycznie 'możliwe do zaistnienia', czyli dotyczą sytuacji która może zaistnieć, np. niewierności małżeńskiej, prześladowań, podsłuchu i podobnych;

- paranoidalne – nieusystematyzowane, wielowątkowe; przy czym są one dla stanu dzisiejszej wiedzy 'niemożliwe do zaistnienia', czyli dotyczą zdarzeń niemożliwych, jak czytanie w myślach, nasyłania myśli, zdalnego kontrolowania poruszaniem się, wysyłania 'promieni' z miejsca które nie istnieje (np. piwnica, pod budynkiem który piwnicy obiektywnie nie ma). 'Promienie' (o charakterze, którego pacjent nie jest w stanie zdefiniować zgodnie z obowiązującymi zasadami fizyki) mogą być często 'szkodliwe' np. uszkadzać płuca, dziurawić wątrobę, wprowadzać 'robaki'. Niezgodność tych osądów z aktualną wiedzą i możliwościami technicznymi rozstrzyga w kwestii różnicowania urojeń pod względem ich 'paranoiczności' (możliwe w świetle dzisiejszej wiedzy) czy 'paranoidalności' (niemożliwe do nawet 'teoretycznego' zaistnienia)

- niespójne – wypowiedzi chorego nie wiążą się ze sobą, jego twierdzenia są uderzająco absurdalne; typowe dla porażenia postępującego;

- oniryczne – niekonsekwentne, zmienne i silnie angażujące emocjonalnie chorego  urojenia, w stosunku do których, pomimo poczucia aktywnego udziału, pacjent zachowuje się stosunkowo biernie (szczególnie, że treścią ich są zazwyczaj wydarzenia dramatyczne). Całość przypomina marzenie senne. Ten nietypowy typ urojeń stanowi formę przejściową między omamami a typowymi urojeniami.

Do leczenia chorób, w których występują urojenia stosuje się neuroleptyki.

## Klasyfikacja ICD10
| kod ICD10     | nazwa choroby                                 |
| ------------- | --------------------------------------------- |
| ICD-10: F22   | Uporczywe zaburzenia urojeniowe               |
| ICD-10: F22.0 | Zaburzenie urojeniowe                         |
| ICD-10: F22.8 | Inne uporczywe zaburzenia urojeniowe          |
| ICD-10: F22.9 | Uporczywe zaburzenie urojeniowe, nieokreślone |